# 2006–2007-es magyar női vízilabda-bajnokság
A 2006–2007-es magyar női vízilabda-bajnokság a huszonnegyedik magyar női vízilabda-bajnokság volt. A bajnokságban nyolc csapat indult el, a csapatok két kört játszottak. Az alapszakasz után a csapatok play-off rendszerben játszottak a végső helyezésekért.

## Alapszakasz
| #  | Csapat                        | M  | Gy | D | V  | G+  | G-  | P  |
| -- | ----------------------------- | -- | -- | - | -- | --- | --- | -- |
| 1. | Domino-Bp. Honvéd-POLO        | 14 | 12 | 1 | 1  | 230 | 78  | 25 |
| 2. | Újpest-OSC-Cemelog            | 14 | 12 | 0 | 2  | 205 | 113 | 24 |
| 3. | Dunaújvárosi Főiskola-ELCO    | 14 | 9  | 2 | 3  | 168 | 100 | 20 |
| 4. | Hungerit-Top Coop-Szentesi VK | 14 | 8  | 0 | 6  | 171 | 116 | 16 |
| 5. | ZF-Egri VK                    | 14 | 4  | 2 | 8  | 98  | 169 | 10 |
| 6. | Angyalföldi SI-Rehau-ELTE     | 14 | 4  | 0 | 10 | 115 | 189 | 8  |
| 7. | BVSC                          | 14 | 4  | 0 | 10 | 106 | 172 | 8  |
| 8. | Győri VSE                     | 14 | 0  | 1 | 13 | 99  | 255 | 1  |

* M: Mérkőzés Gy: Győzelem D: Döntetlen V: Vereség G+: Dobott gól G-: Kapott gól P: Pont

## Rájátszás
Elődöntőbe jutásért: Dunaújvárosi Főiskola-ELCO–Angyalföldi SI-Rehau-ELTE 16–7, 12–9 és Hungerit-Top Coop-Szentesi VK–ZF-Egri VK 8–5, 11–8

### 1–4. helyért
Elődöntő: Domino-Bp. Honvéd-Póló SC–Hungerit-Top Coop-Szentesi VK 17–6, 15–5 és Újpest-OSC-Cemelog–Dunaújvárosi Főiskola-ELCO 10–11, 8–13
Döntő: Domino-Bp. Honvéd-Póló SC–Dunaújvárosi Főiskola-ELCO 10–3, 8–4, 10–8
3. helyért: Újpest-OSC-Cemelog–Hungerit-Top Coop-Szentesi VK 13–9, 13–10

### 5–8. helyért
5–8. helyért: ZF-Egri VK–Győri VSE 14–4, 15–4 és Angyalföldi SI-Rehau-ELTE–BVSC 9–12, 7–10
5. helyért: ZF-Egri VK–BVSC 12–9, 8–7
7. helyért: Angyalföldi SI-Rehau-ELTE–Győri VSE 16–4, 16–14
A bajnok Bp. Honvéd játékoskerete: Béky Renáta, Bujka Viktória, Gyöngyössy Anikó, Györe Anett, Horváth Patrícia, Jancsó Patrícia, Kiss Alexandra, Kisteleki Dóra, Kling Szandra, Kotsidou Nikoletta, Pelle Anikó, Péteri Eszter, Takács Orsolya, Tomaskovics Eszter, Tóth Ildikó, Tóth Lilla, Valkai Ágnes, edző: Györe Lajos